# Latowice (województwo wielkopolskie)
Latowice – wieś w Polsce położona w województwie wielkopolskim, w powiecie ostrowskim, w gminie Sieroszewice. Leżą około 8 km na wschód od Ostrowa Wielkopolskiego, nad rzeką Ołobok.
Znane od 1401 jako wieś rycerska. Miejscowość przynależała administracyjnie przed rokiem 1887 do powiatu odolanowskiego, w latach 1975–1998 do województwa kaliskiego, a w latach 1887–1975 i od 1999 do powiatu ostrowskiego. 
Możliwość dojazdu autobusami PKS Ostrów Wielkopolski.
Zabytki:
- Kościół pw. Matki Boskiej Częstochowskiej. Kościół został wzniesiony w latach 1871–72. Początkowo należał do parafii ewangelickiej, w 1945 roku został przekazany parafii rzymskokatolickiej w Rososzycy jako świątynia filialna. W 1997 roku utworzono parafię w Latowicach, która obejmuje część Sieroszewic, Latowice i Kęszyce.
- Dawna pastorówka, wybudowana około 1863 roku. Obecnie znajduje się w niej przedszkole.
- Park o powierzchni około 0,16 ha. Położony jest przy dawnej pastorówce, pełni funkcję ogródka jordanowskiego.